# Lista dos maiores arranha-céus dos Estados Unidos por estado

Maiores edifícios dos Estados Unidos em 2014.

Esta é uma lista dos maiores arranha-céus dos Estados Unidos da América por estado ou território. Dos edifícios listados neste artigo, quarenta estão situados nas maiores cidades de seus respectivos estados, enquanto dezoito localizam-se na capital estadual. O arranha-céu mais alto dos Estados Unidos é atualmente o One World Trade Center, em Nova Iorque, com altura aproximada de 541 metros (1.776 pés) - superior à altura somada dos prédios mais altos de Wyoming, Vermont, Maine, Dakota do Sul, Montana, Dakota do Norte, Nova Hampshire e Virgínia Ocidental. 

## Arranha-céus por estado e território

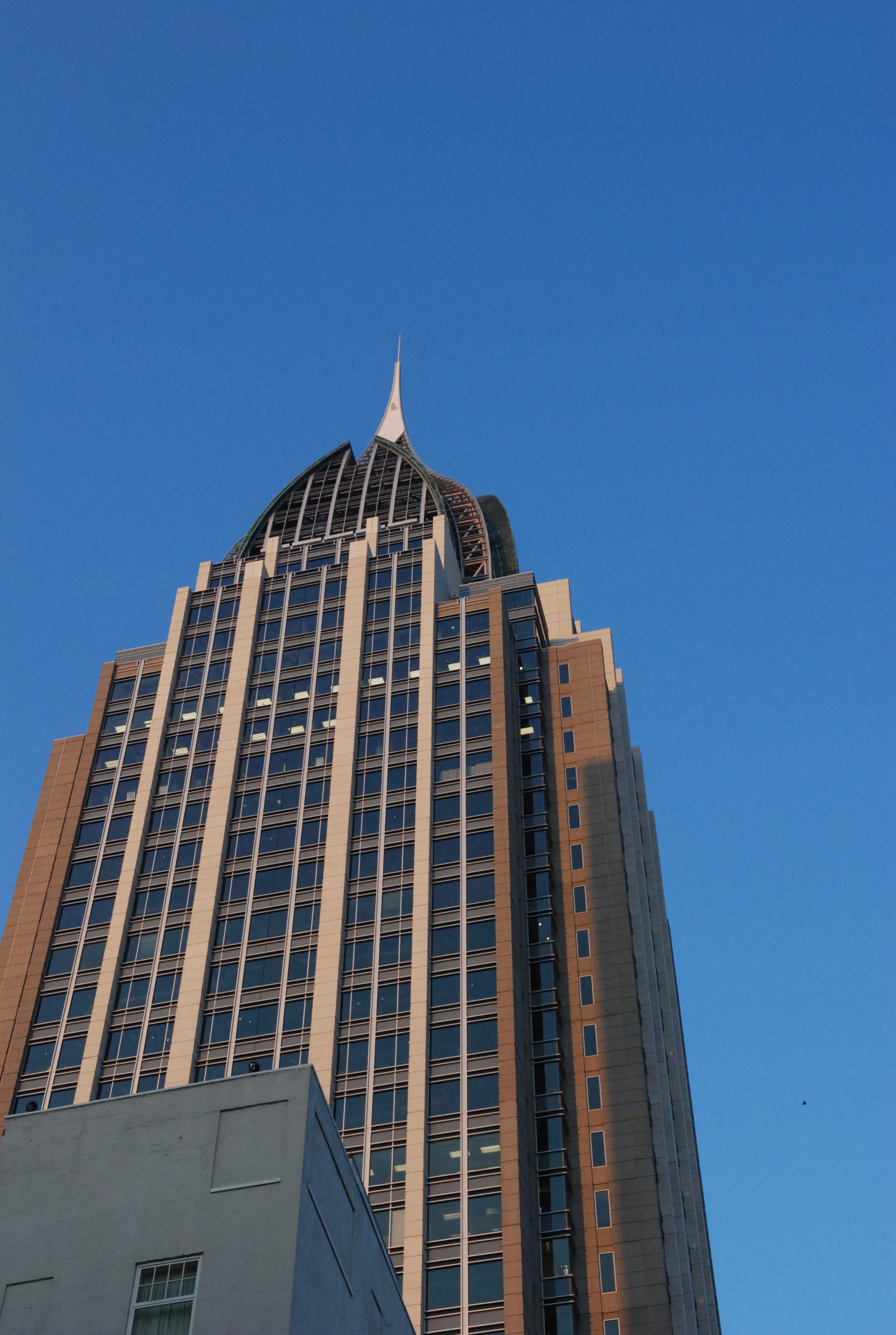
RSA Mobile Tower, Mobile (Alabama).

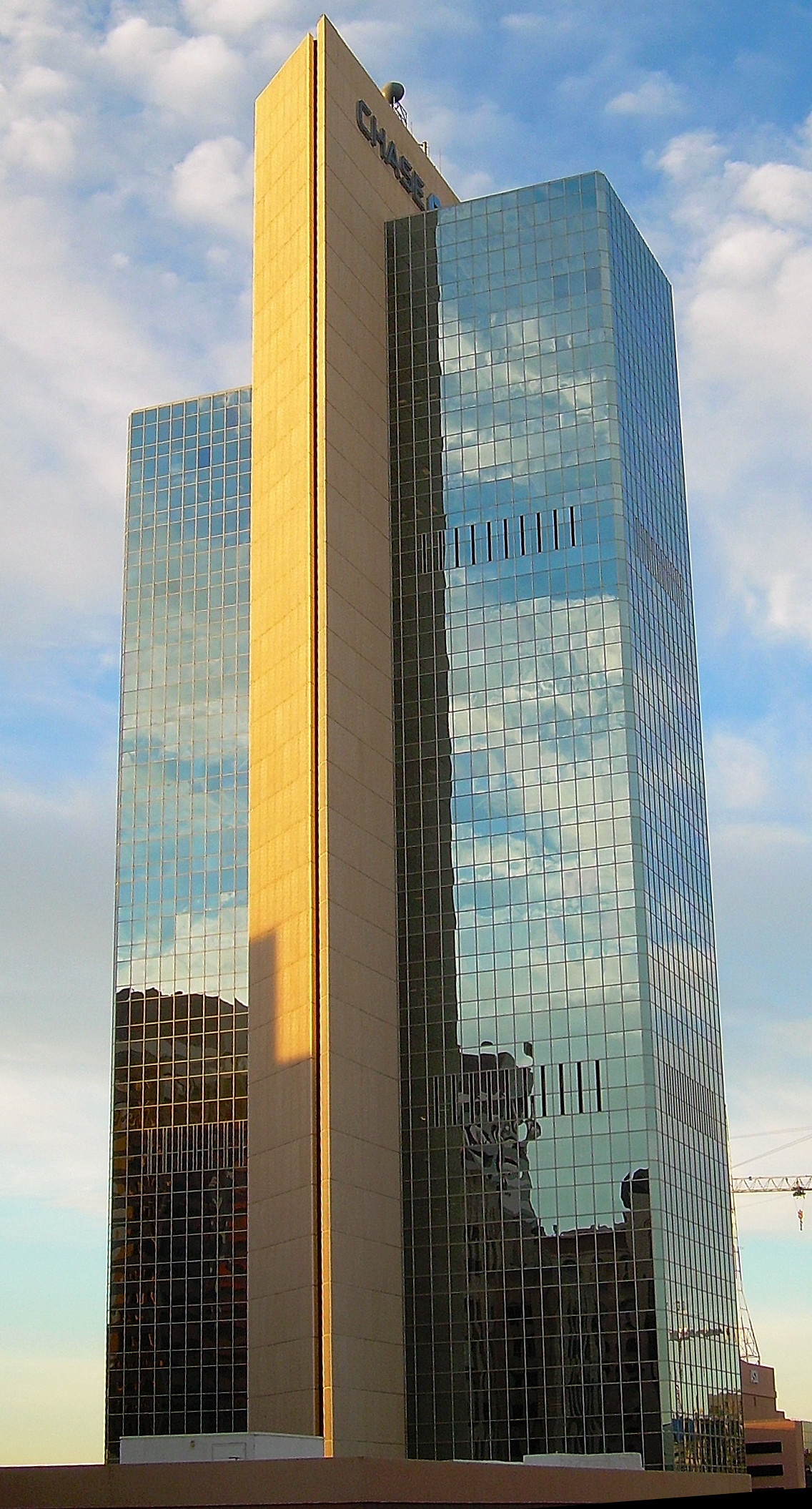
Chase Tower, Phoenix.

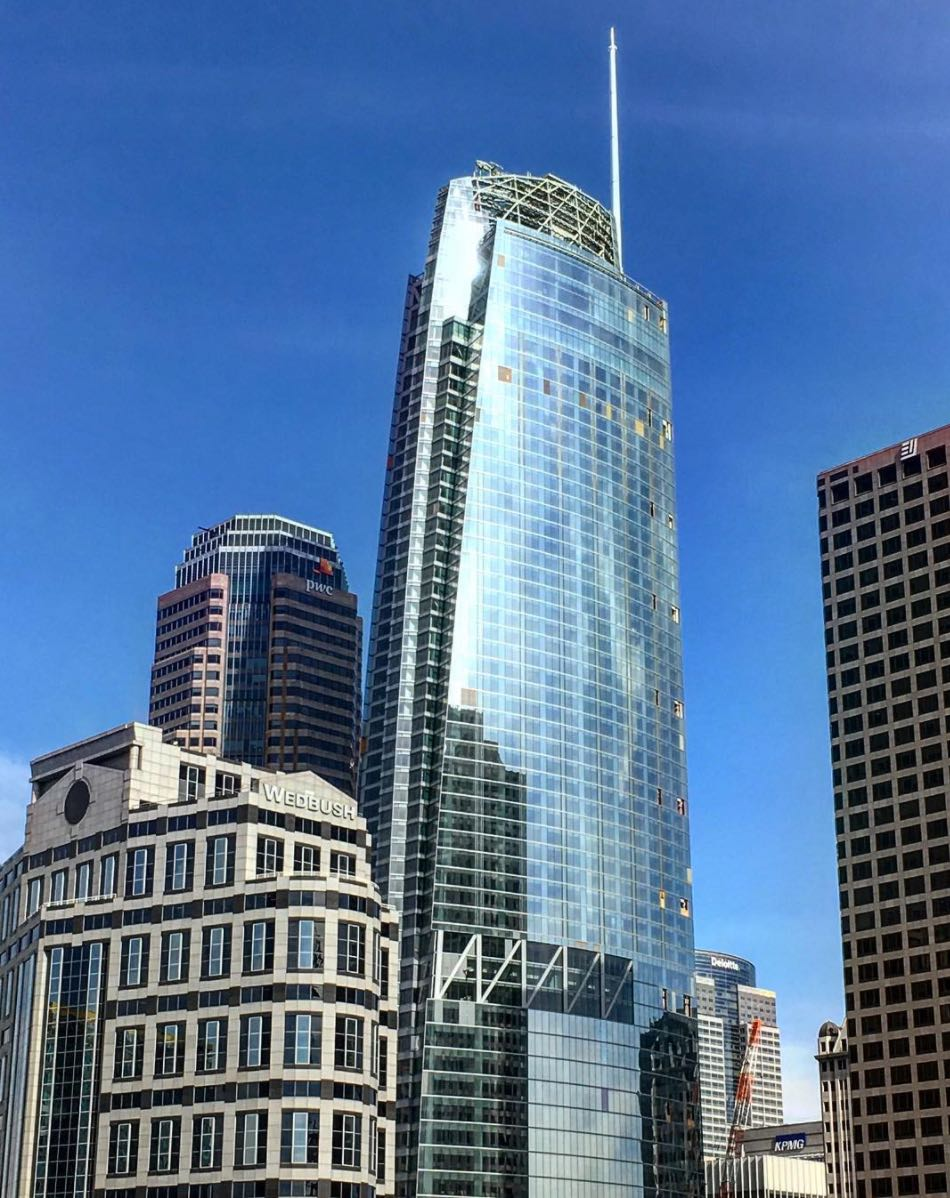
Wilshire Grand Center, em Los Angeles.

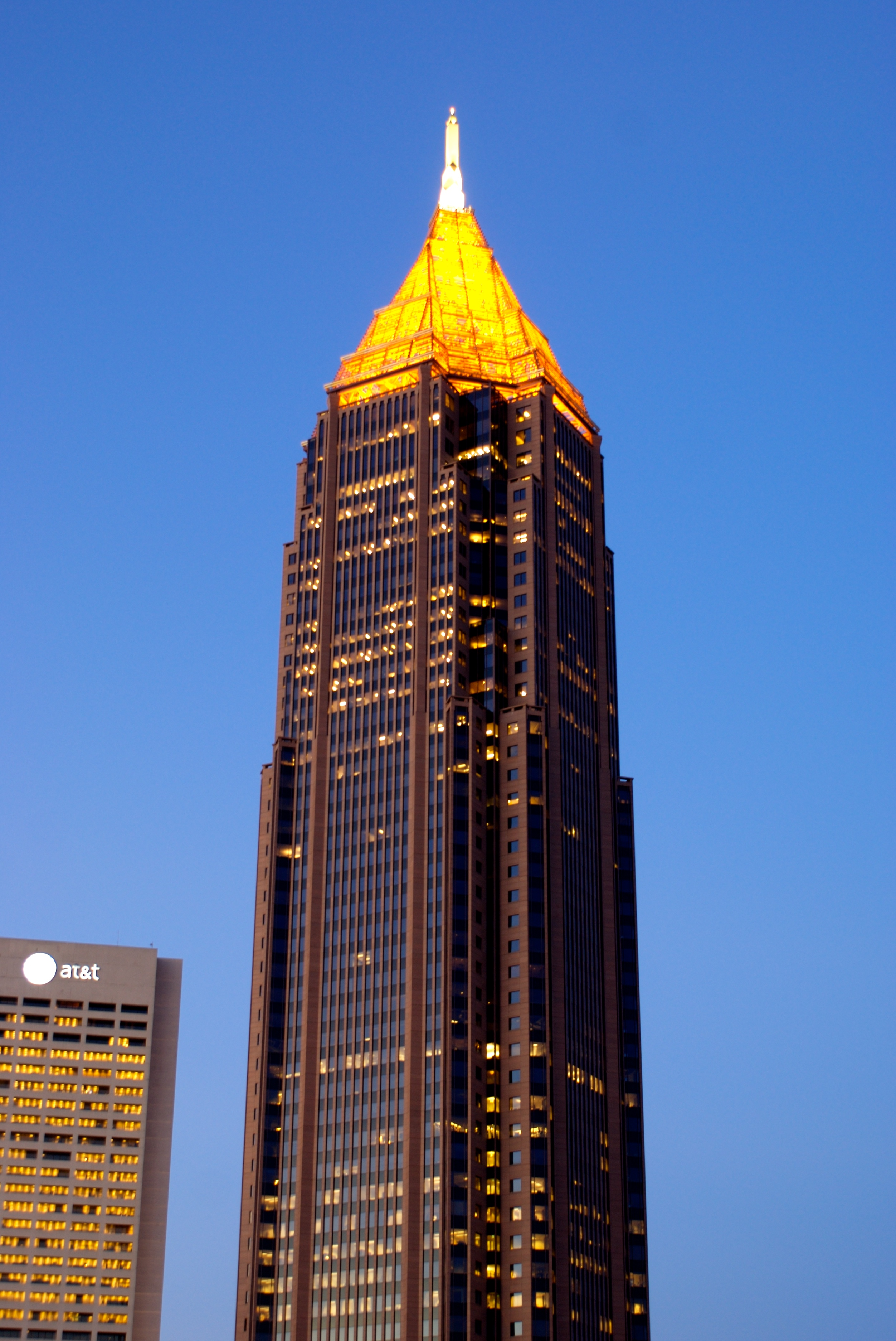
Bank of America Plaza, Atlanta.

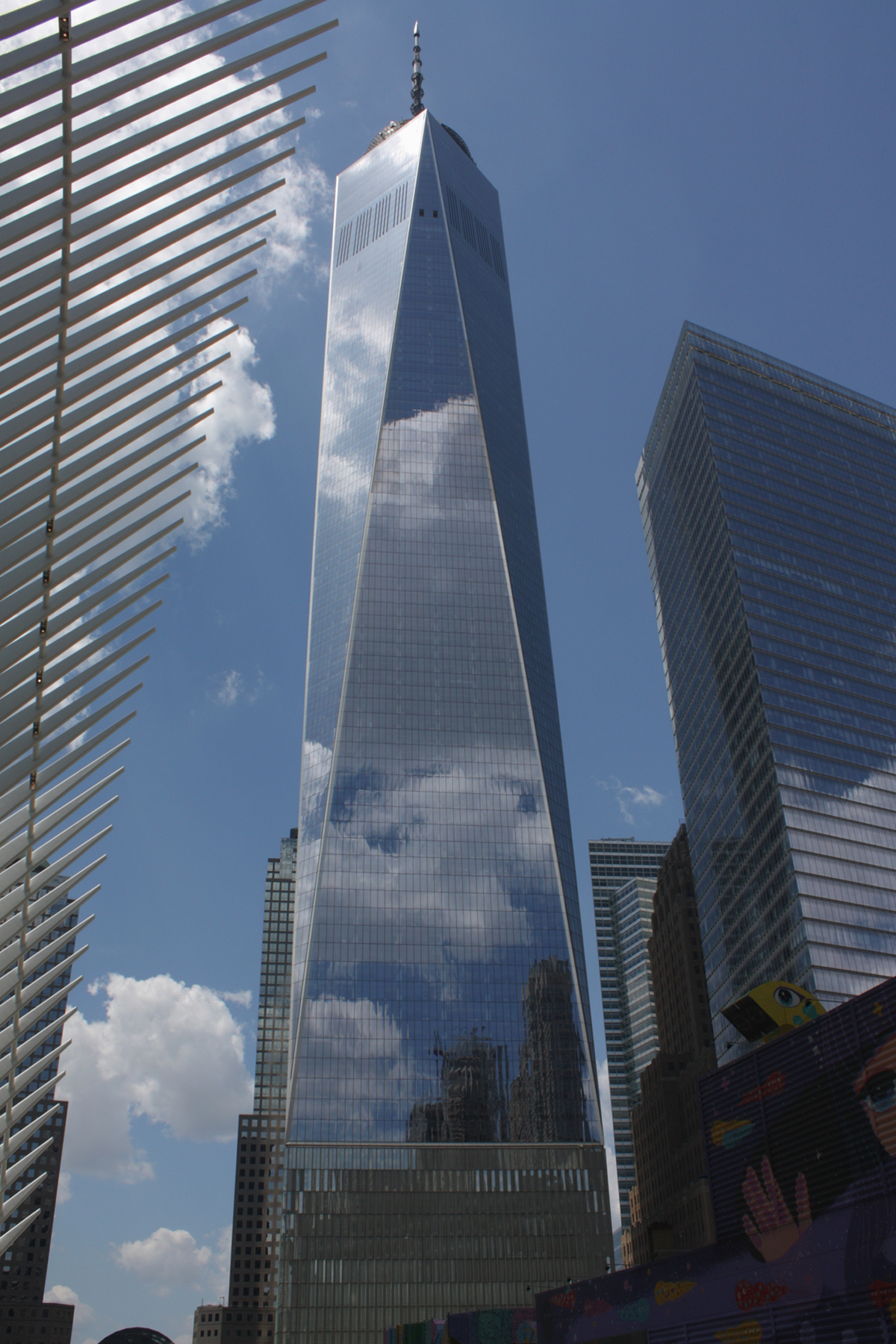
One World Trade Center, em Nova Iorque

| Estado                       | Arranha-céu                                           | Localização      | Altura (pés / m) | Conclusão | Ref.          |
| ---------------------------- | ----------------------------------------------------- | ---------------- | ---------------- | --------- | ------------- |
| Alabama                      | RSA Battle House Tower                                | Mobile           | 735 (227)        | 2007      | [ 1 ]         |
| Alasca                       | Conoco-Phillips Building                              | Anchorage        | 296 (90)         | 1983      | [ 2 ]         |
| Arizona                      | Chase Tower                                           | Phoenix          | 483 (147)        | 1972      | [ 3 ]         |
| Arkansas                     | Simmons Tower                                         | Little Rock      | 546 (166)        | 1986      | [ 4 ]         |
| Califórnia                   | Wilshire Grand Center                                 | Los Angeles      | 1 100 (335)      | 2016      | [ 5 ] [ 6 ]   |
| Carolina do Norte            | Bank of America Corporate Center                      | Charlotte        | 871 (265)        | 1992      | [ 7 ]         |
| Carolina do Sul              | Capitol Center                                        | Columbia         | 349 (106)        | 1987      |               |
| Colorado                     | Republic Plaza                                        | Denver           | 714 (218)        | 1984      | [ 8 ]         |
| Connecticut                  | City Place                                            | Hartford         | 535 (163)        | 1984      | [ 9 ]         |
| Dakota do Norte              | Capitólio Estadual                                    | Bismarck         | 242 (74)         | 1934      | [ 10 ]        |
| Dakota do Sul                | CenturyLink Tower                                     | Sioux Falls      | 174 (53)         | 1986      |               |
| Delaware                     | River Tower                                           | Wilmington       | 340 (104)        | 2007      | [ 11 ]        |
| Distrito de Colúmbia         | Basílica do Santuário Nacional                        | Washington, D.C. | 329 (100)        | 1959      | [ 12 ] [ 13 ] |
| Flórida                      | Panorama Tower                                        | Miami            | 868 (265)        | 2017      | [ 14 ] [ 15 ] |
| Geórgia                      | Bank of America Plaza                                 | Atlanta          | 1 023 (311)      | 1992      | [ 16 ] [ 17 ] |
| Guam                         | Oceana Tower 2                                        | Tamuning         | 377 (115)        |           |               |
| Havaí                        | First Hawaiian Center                                 | Honolulu         | 429 (131)        | 1996      |               |
| Idaho                        | Zion's Bank Building                                  | Boise            | 323 (98)         | 2013      |               |
| Ilhas Marianas Setentrionais | Taga Tower                                            | Saipan           | 212 (65)         | 1982      |               |
| Ilhas Virgens Americanas     | Frenchman's Reef & Morning Star Marriott Beach Resort | Southside        | 944 (29)         | 1973      |               |
| Illinois                     | Willis Tower                                          | Chicago          | 1 451 (442)      | 1974      |               |
| Indiana                      | Salesforce Tower                                      | Indianapolis     | 701 (214)        | 1990      |               |
| Iowa                         | 801 Grand                                             | Des Moines       | 630 (192)        | 1991      |               |
| Kansas                       | Epic Center                                           | Wichita          | 325 (99,8)       | 1989      |               |
| Kentucky                     | 400 West Market                                       | Louisville       | 549 (167)        | 1993      |               |
| Luisiana                     | One Shell Square                                      | Nova Orleães     | 697 (212)        | 1972      |               |
| Maryland                     | Transamerica Tower                                    | Baltimore        | 529 (161)        | 1971      |               |
| Massachusetts                | 200 Clarendon                                         | Boston           | 790 (241)        | 1976      |               |
| Michigan                     | Detroit Marriott                                      | Detroit          | 755 (230)        | 1977      |               |
| Minnesota                    | IDS Tower                                             | Minneapolis      | 792 (241)        | 1973      |               |
| Mississippi                  | Beau Rivage Casino Hotel                              | Biloxi           | 347 (105.5)      | 1999      |               |
| Missouri                     | One Kansas City Place                                 | Kansas City      | 624 (190)        | 1988      |               |
| Montana                      | First Interstate Center                               | Billings         | 272 (83)         | 1985      |               |
| Nebraska                     | First National Bank Tower                             | Omaha            | 634 (193)        | 2002      |               |
| Nevada                       | Resorts World Las Vegas                               | Winchester       | 642 (196)        | 2008      |               |
| Nova Hampshire               | City Hall Plaza                                       | Manchester       | 275 (84)         |           |               |
| Nova Jérsei                  | 30 Hudson Street                                      | Jersey City      | 781 (238)        | 2004      |               |
| Nova Iorque                  | One World Trade Center                                | Nova Iorque      | 1 776 (541)      | 2013      | [ 18 ] [ 19 ] |
| Novo México                  | Albuquerque Plaza                                     | Albuquerque      | 351 (107)        | 1990      |               |
| Ohio                         | Key Tower                                             | Cleveland        | 947 (271)        | 1991      |               |
| Oklahoma                     | Devon Tower                                           | Oklahoma City    | 850 (259)        | 2012      |               |
| Oregon                       | Wells Fargo Center                                    | Portland         | 546 (166)        | 1972      |               |
| Pensilvânia                  | Comcast Technology Center                             | Filadélfia       | 1 121 (341)      | 2018      |               |
| Porto Rico                   | Oceana Tower 2                                        | San Juan         |                  |           |               |
| Rhode Island                 | 111 Westminster Street                                | Providence       | 428 (130)        | 1927      |               |
| Samoa Americana              | Tafuna Telecommunications Building                    | Tafuna           | 40 (12)          | 2011      |               |
| Tennessee                    | AT&T Building                                         | Nashville        | 617 (188)        | 1994      |               |
| Texas                        | JPMorgan Chase Tower                                  | Houston          | 1 002 (305)      | 1982      |               |
| Utah                         | Wells Fargo Center                                    | Salt Lake City   | 422 (129)        | 1998      |               |
| Vermont                      | Decker Towers                                         | Burlington       | 124 (38)         | 1970      |               |
| Virgínia                     | The Westin Virginia Beach Town Center                 | Virginia Beach   | 508 (155)        | 2007      |               |
| Virgínia Ocidental           | Capitólio Estadual                                    | Charleston       | 293 (89)         | 1932      |               |
| Washington                   | Columbia Center                                       | Seattle          | 943 (284)        | 1985      |               |
| Wisconsin                    | U.S. Bank Center                                      | Milwaukee        | 601 (183)        | 1973      |               |
| Wyoming                      | Wyoming Financial Center                              | Cheyenne         | 148 (45)         | 1990      |               |